# 严党
严党，是指明朝嘉靖年間，依附内阁大学士严嵩及其儿子严世蕃的政治集团。因为严嵩是江西分宜县人，所以在明代又稱为南党。严黨的主要對手是清流。

## 簡介
严嵩作为内阁大学士、吏部尚书，处理朝政二十多年，和儿子严世蕃连络门生，广布党羽，遍植势力，一时无人敢惹。直到嘉靖四十一年，严嵩遭罢官致仕，其子严世蕃伏诛。

## 成员
- 严嵩—吏部尚书、谨身殿大学士
- 嚴世蕃—工部左侍郎、尚宝司少卿
- 严效忠—严嵩孙子
- 严鹄—严嵩孙子
- 严珍—严嵩孙子
- 欧阳必进—严嵩小舅子
- 赵文华—严嵩义子
- 袁应枢—严嵩女婿
- 屠叔方—趙文華女婿
- 詹瀚—刑部侍郎
- 屠侨—左都御史
- 陆炳—锦衣卫副千户
- 鄢懋卿—刑部右侍郎
- 万采—大理卿
- 万虞龙—太常少卿
- 路楷—巡按御史
- 杨顺—宣大总督
- 吴鹏—吏部尚书
- 徐履祥—严世藩幕僚
- 葛守礼—吏部侍郎
- 艾守淳—严世藩幕僚
- 罗龙文—严世藩幕僚
- 牛信—严世藩幕僚
- 刘伯跃—工部侍郎
- 何迁—刑部侍郎
- 胡汝霖—右通政
- 白启常—光禄少卿
- 张雨—湖广巡抚、都御史
- 唐汝楫—谕德
- 王材—国子祭酒